# Sùng bái tự nhiên ở Việt Nam
Tín ngưỡng sùng bái tự nhiên là một phần trong tín ngưỡng dân gian Việt Nam. Với người Việt sống bằng nghề lúa nước, thì sự gắn bó với tự nhiên dài lâu và bền chặt. Việc đồng thời phụ thuộc vào nhiều yếu tố khác nhau của tự nhiên dẫn đến hậu quả trong lĩnh vực nhận thức là lối tư duy tổng hợp, và trong lĩnh vực tín ngưỡng là tín ngưỡng đa thần. Chất âm tính của văn hóa nông nghiệp dẫn đến hậu quả trong quan hệ xã hội là lối sống thiên về tình cảm, trọng nữ, và trong tín ngưỡng là tình trạng các nữ thần chiếm ưu thế. Tục thờ Mẫu (đạo Mẫu) đã trở thành một tín ngưỡng Việt Nam điển hình.

## Trong Đạo Mẫu

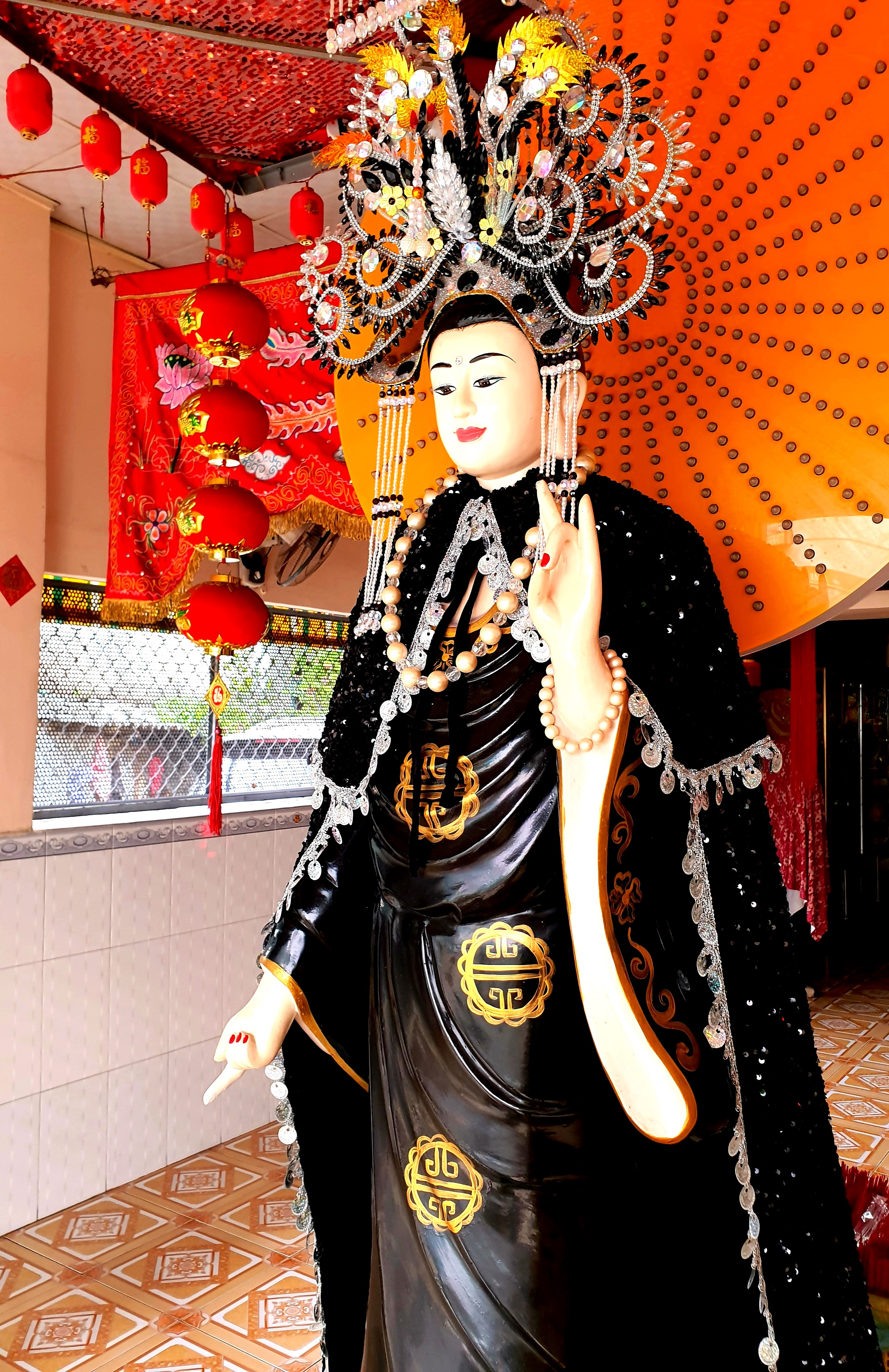
Diêu Trì địa mẫu ở Tây Đường Ngũ Hành miếu, Phú Lâm, Quận 6

Các Bà Trời, Bà Đất, Bà Nước là những nữ thần cai quản các hiện tương tự nhiên thiết thân nhất đối với cuộc sống của người trồng lúa nước. Ở nhiều vùng, Bà Đất (Địa mẫu) và Bà Nước còn tồn tại dưới dạng thần khu vực như Bà Chúa Xứ, Bà Chúa Sông, Bà Chúa Lạch. Ba bà này còn được thờ chung như một bộ tam tài dưới dạng tín ngưỡng tam phủ cai quản ba vùng trời-đất-nước gồm Mẫu Thượng Thiên, Mẫu Thượng Ngàn, Mẫu Thoải (âm đọc chệch đi từ chữ Thủy). Các bà Mây-Mưa-Sấm-Chớp cai quản những hiện tượng tự nhiên hết sức quan trọng trong cuộc sống của cư dân nông nghiệp lúa nước. Người Việt còn thờ các hiện tượng tự nhiên khái quát như không gian và thời gian. Thần không gian được hình dựng theo Ngũ hành gồm Ngũ Hành Nương Nương, Ngũ Phương chi thần coi sóc các phương trời, Ngũ Đạo chi thần trông coi các ngả đường. Theo địa chi, người ta thờ thần thời gian là Thập nhị Hành khiển và 12 vị nữ thần này đồng thời có trách nhiệm coi sóc việc sinh nở – đó là Mười hai Bà Mụ.

## Thờ động thực vật
Do xuất phát từ nước có gốc nông nghiệp trồng lúa nước nên tín ngưỡng sùng bái giới tự nhiên thể hiện ở việc thờ động vật, thực vật.

### Thờ động vật
Tín ngưỡng Việt Nam thờ các con vật như tục thờ hổ ở Việt Nam, trâu, cóc, chim, rắn, cá sấu, ngựa, chó... các con vật đó gần gũi với cuộc sống của người dân của một xã hội nông nghiệp. Trong tiến trình lịch sử Việt Nam, linh vật được người Việt trân trọng và xuất hiện ở những nơi tôn nghiêm. Từ thời vua Hùng, những hình ảnh biểu trưng cho sức mạnh, sự kiêu hãnh được người Việt cổ thờ tự và điêu khắc trên nhiều vật dụng trang trí, đồ thờ cúng như chim hạc, rồng, phụng, rùa, voi, hổ, rắn, cá sấu. Nối tiếp tiến trình dựng nước, những con vật gần gũi với đời sống thường nhật một lần nữa được "nhân hoá" thành những linh vật, biểu tượng linh thiêng được người dân trân trọng, tôn thờ.

### Thờ thực vật
Thực vật được tôn sùng nhất là cây Lúa được tôn thờ khắp nơi dù là vùng người Viết hay vùng các dân tộc thì đều có tín ngưỡng thờ Thần Lúa, Hồn Lúa, Mẹ Lúa, sau đó là các loài cây xuất hiện sớm ở vùng này như cây cau, cây đa, cây dâu, quả bầu.